# 凡尔赛花园
凡尔赛花园（法语：Jardins du château de Versailles）曾经是凡尔赛皇家领地的一部分，位于凡尔赛宫以西，面积800公顷，为经典的法国园林，园内是精心修剪整齐的草坪，花坛，雕塑喷泉。其周围是林地，以及凡尔赛市区。花园的东侧是凡尔赛市，东北方是勒谢奈（Le Chesnay），北面是植物园，西面是凡尔赛平原（受保护的野生动物保护区），南面是森林。
凡尔赛花园的设计者包括安德烈·勒诺特尔、夏尔·勒布伦和儒勒·哈杜安·孟萨尔。
花园内除了精心修剪的草坪、花圃和雕塑，还有遍布整个花园各处的喷泉。
从路易十四时代开始，在整个旧制度期间，这些使用液压网络的喷泉，使得凡尔赛花园独一无二。在春末到秋初的周末，博物馆的管理部门举办Grandes Eaux演出，花园里所有的喷泉全部喷射。大运河由安德烈·勒内特尔设计，是凡尔赛花园的杰作。在花园中，大特里亚农宫的建造是为了为太阳王提供他想要的休养之地。小特里亚农宫与王后 玛丽·安托瓦内特有关，她与亲密的朋友在那里度过时光。 
凡尔赛花园现在是法国参观人数最多的公共场所之一，每年游客超过600万。凡尔赛花园由“凡尔赛宫殿、博物馆和国家产业的公共机构”管理，这是一个在法国文化部主持下运作的自治公共实体。
1979年，花园和宫殿一同列入世界遗产名录。

## 设计图

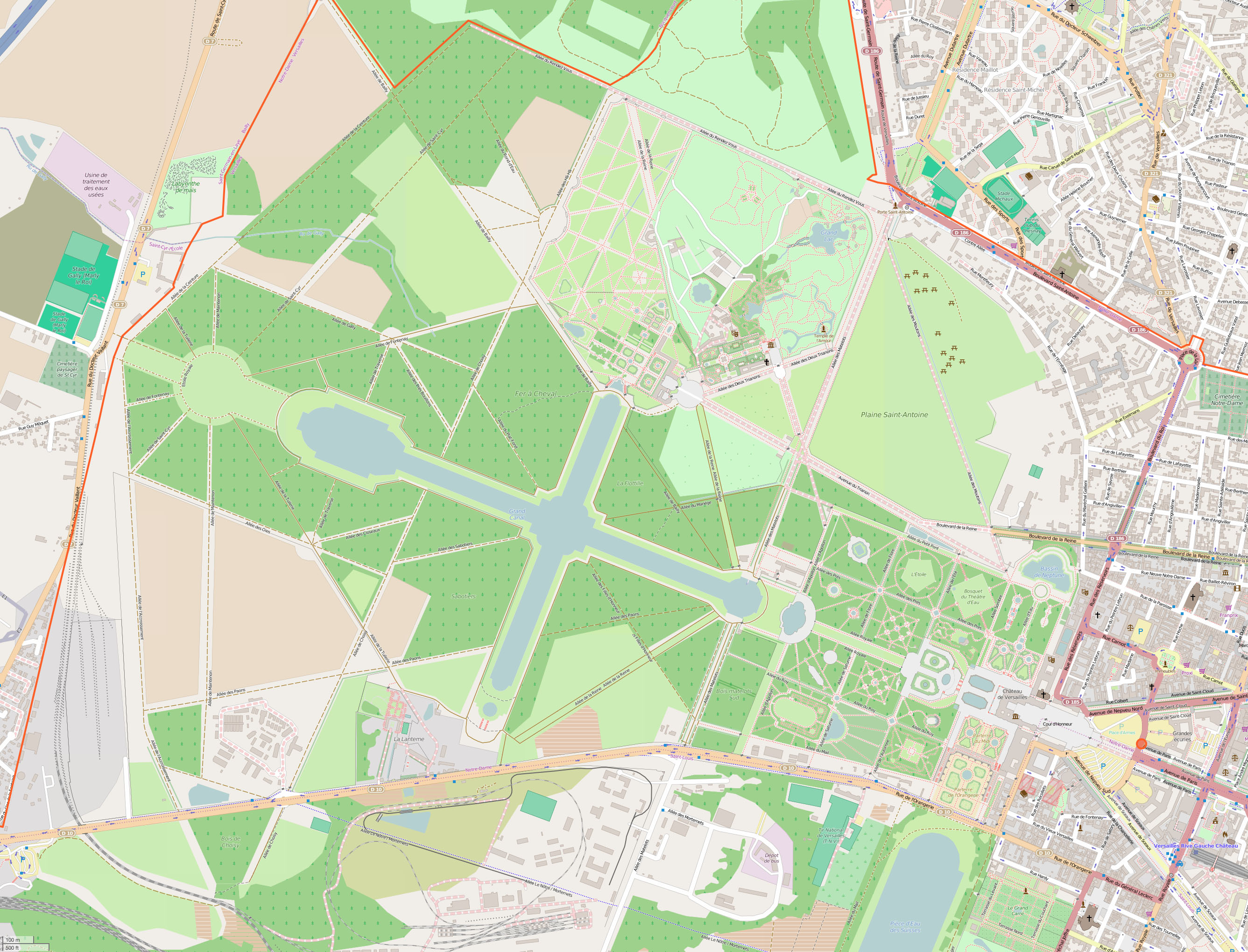
凡尔赛花园设计.

## 路易十五

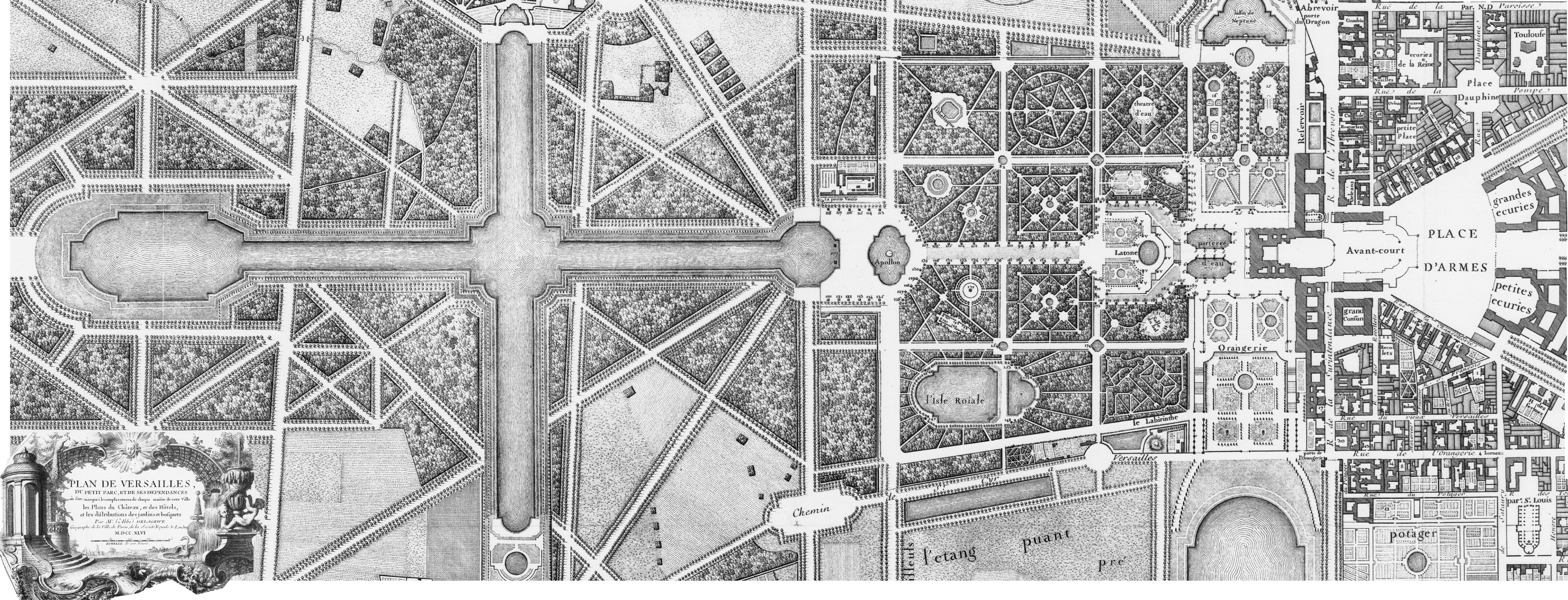
凡尔赛宫和花园，1746,作者abbot Delagrive

## 重新种植

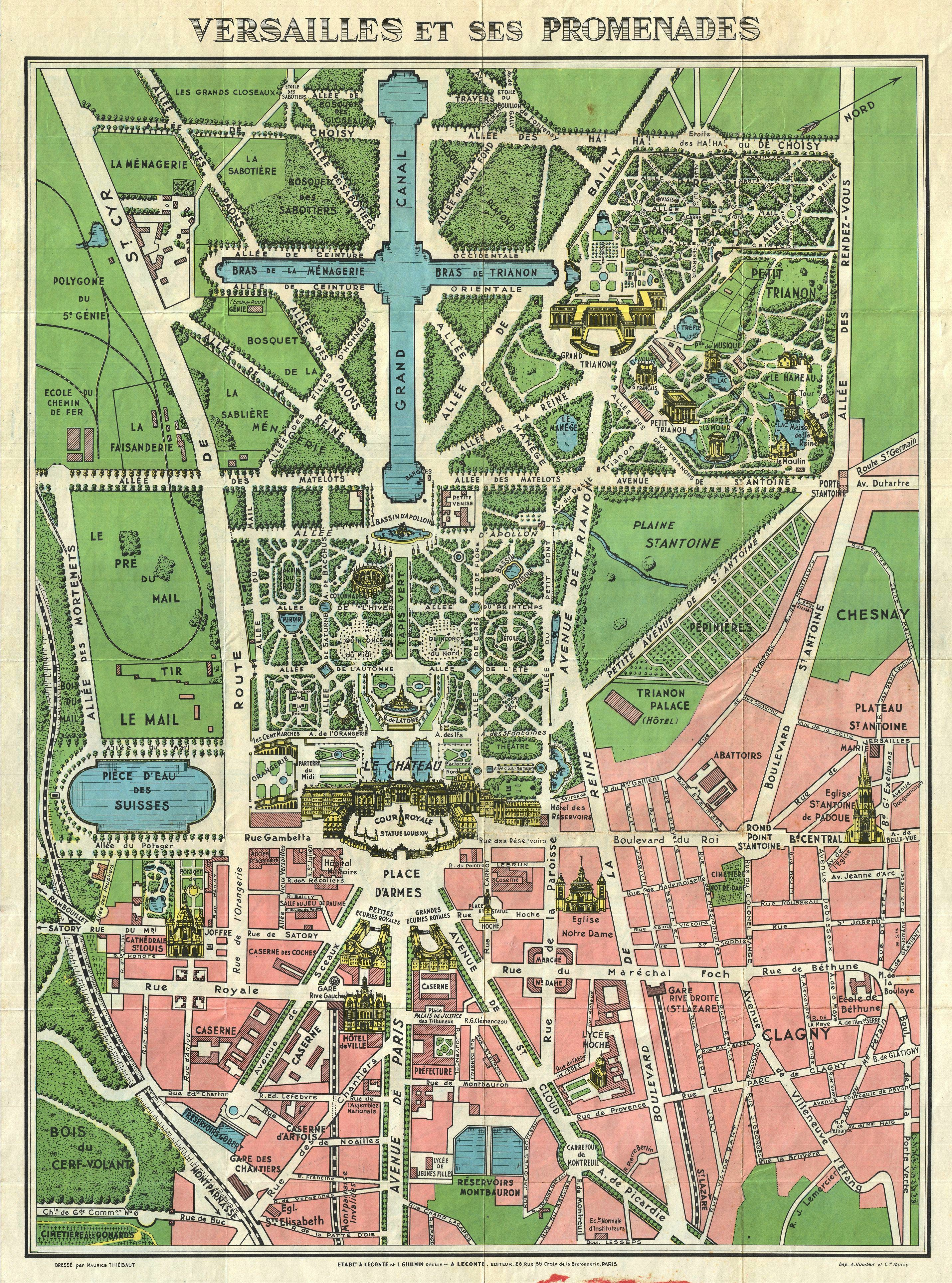
凡尔赛宫和花园，1920's.

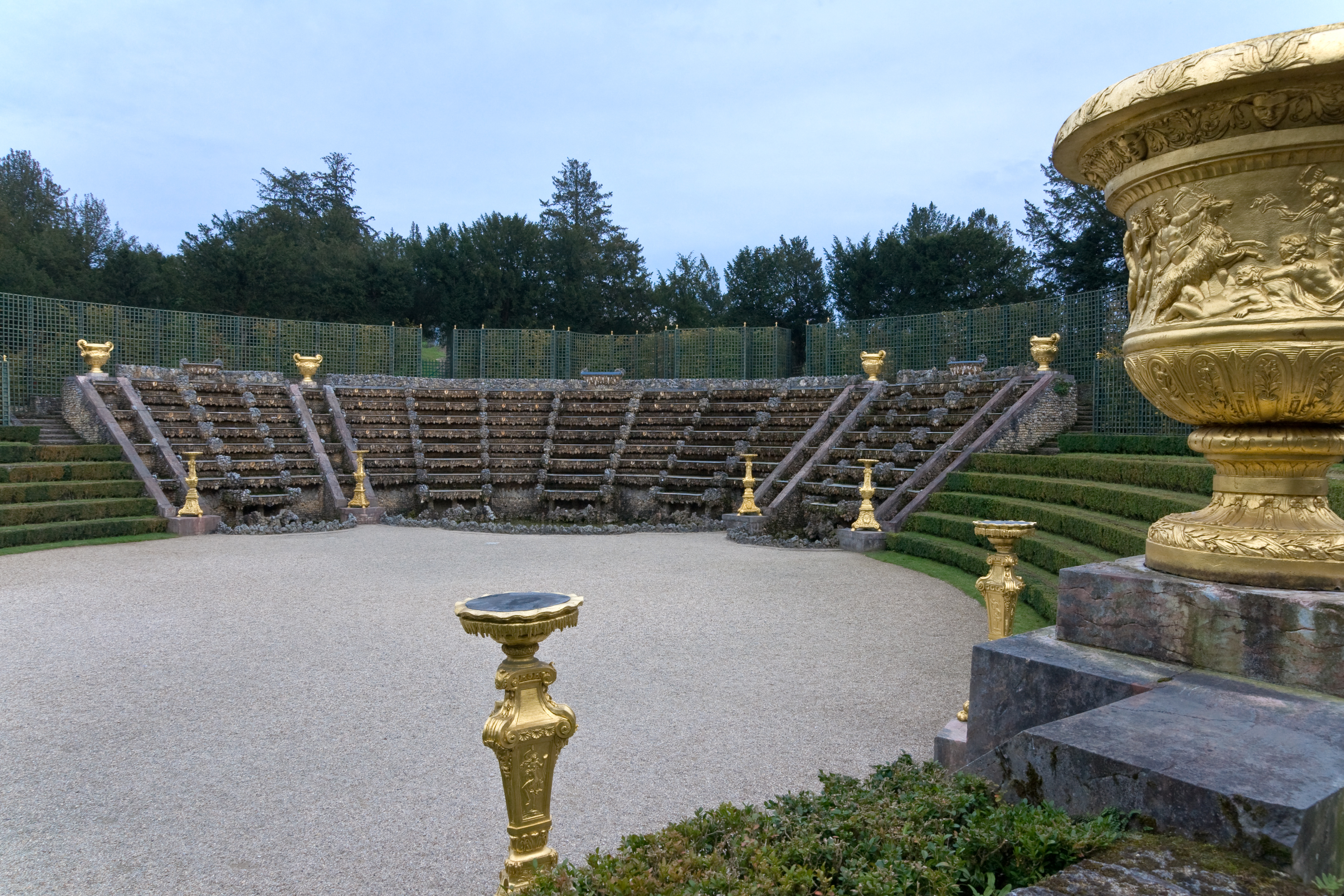
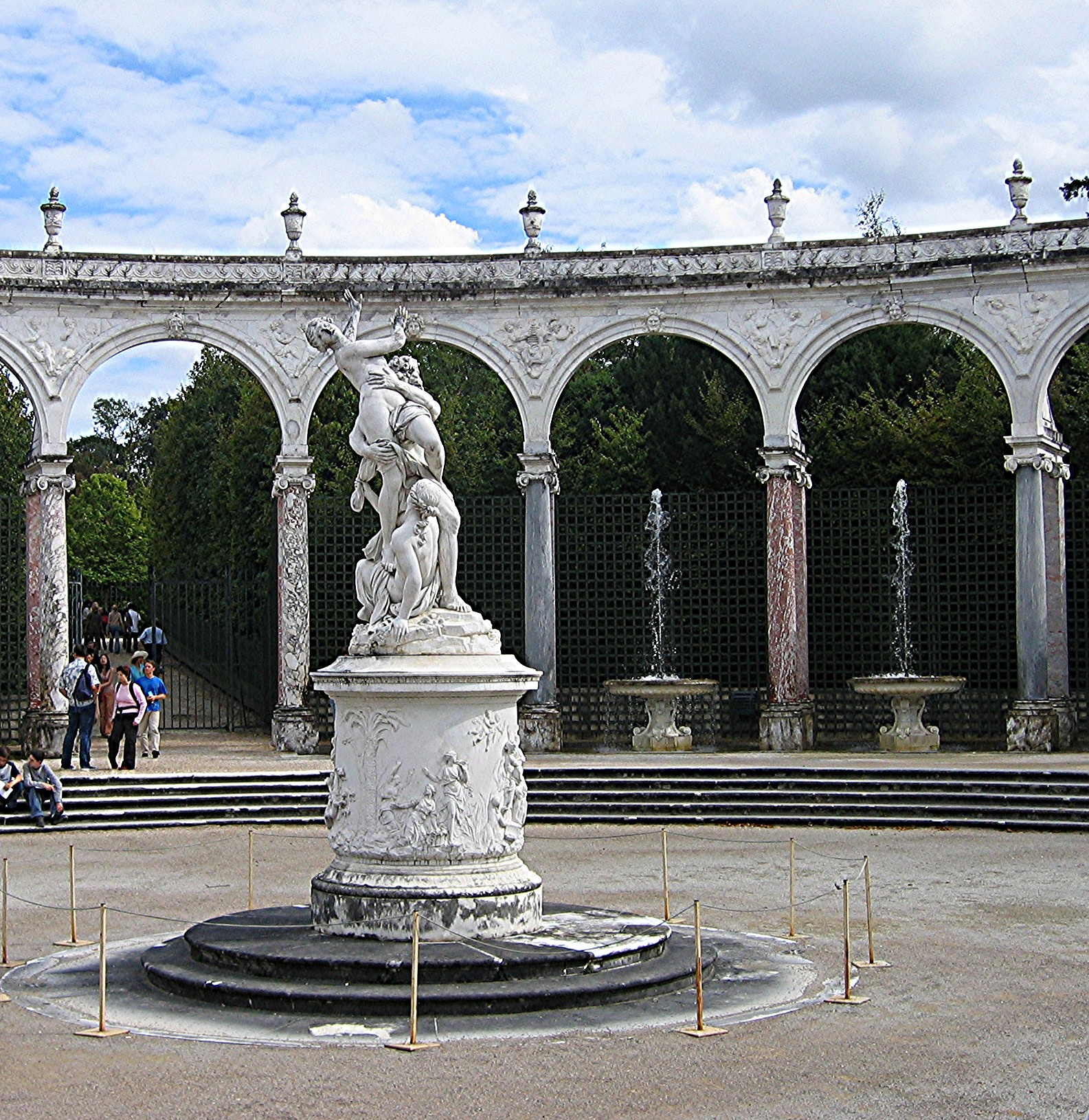
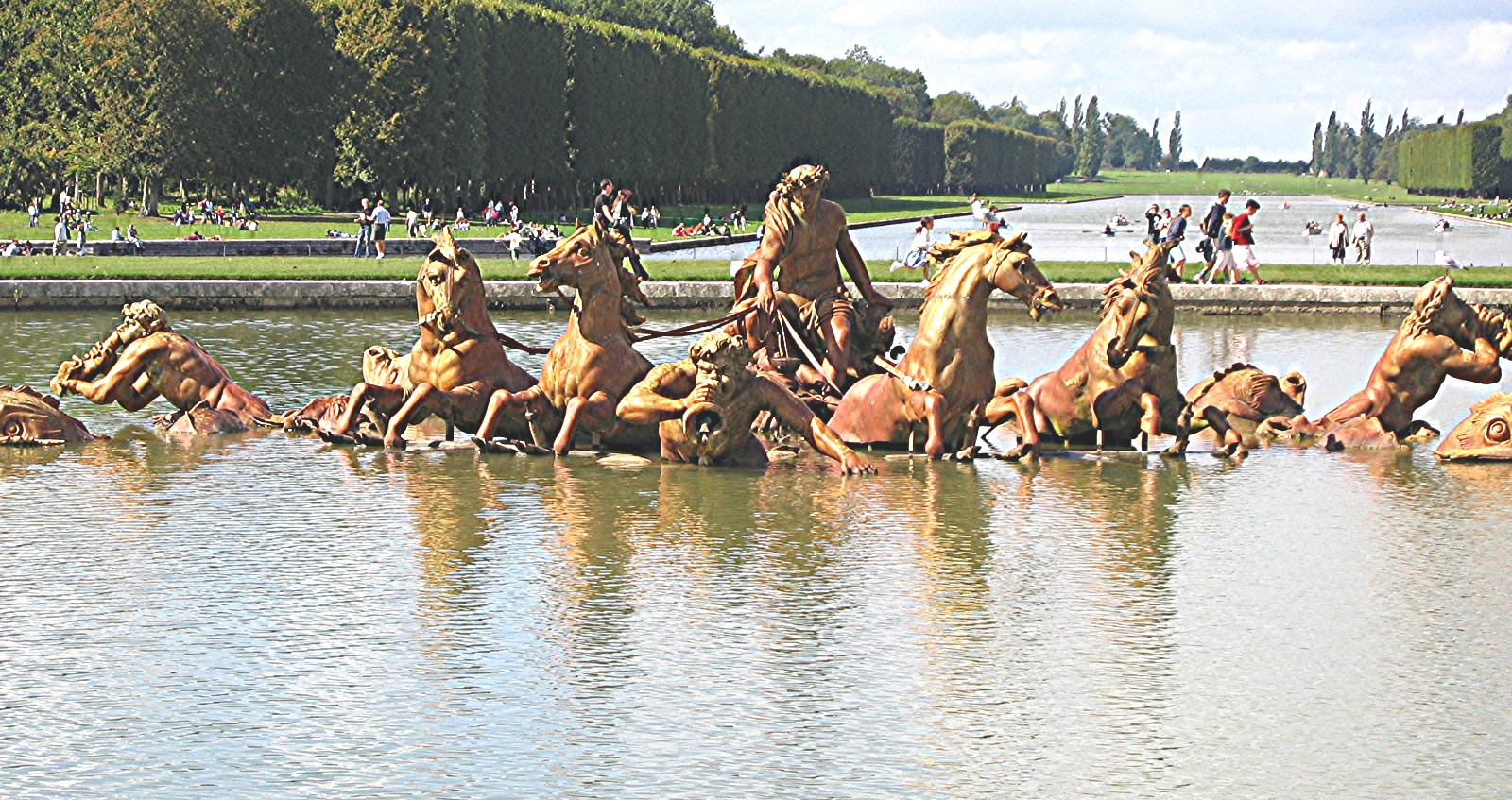
阿波罗喷泉